# Abu Dhabi Commercial Bank
Abu Dhabi Commercial Bank (ADCB)  est une banque émiratie, dont le siège est situé à Abou Dabi. Le groupe appartient à 60 % au gouvernement d'Abou Dabi.

## Histoire
Elle est créée en 1985 par la fusion de Emirates Commercial Bank, de Federal Commercial Bank et de Khaleej Commercial Bank, sous son nom actuel.
En septembre 2018, Abu Dhabi Commercial Bank, Al Hilal Bank  et Union National Bank annoncent la fusion de leurs activités, fusion qui est mise en place juridiquement en mai 2019.